# Saranthe composita
Saranthe composita är en strimbladsväxtart som först beskrevs av Karl Heinrich Koch, och fick sitt nu gällande namn av Karl Moritz Schumann. Saranthe composita ingår i släktet Saranthe och familjen strimbladsväxter. Inga underarter finns listade.